# 移動金融車

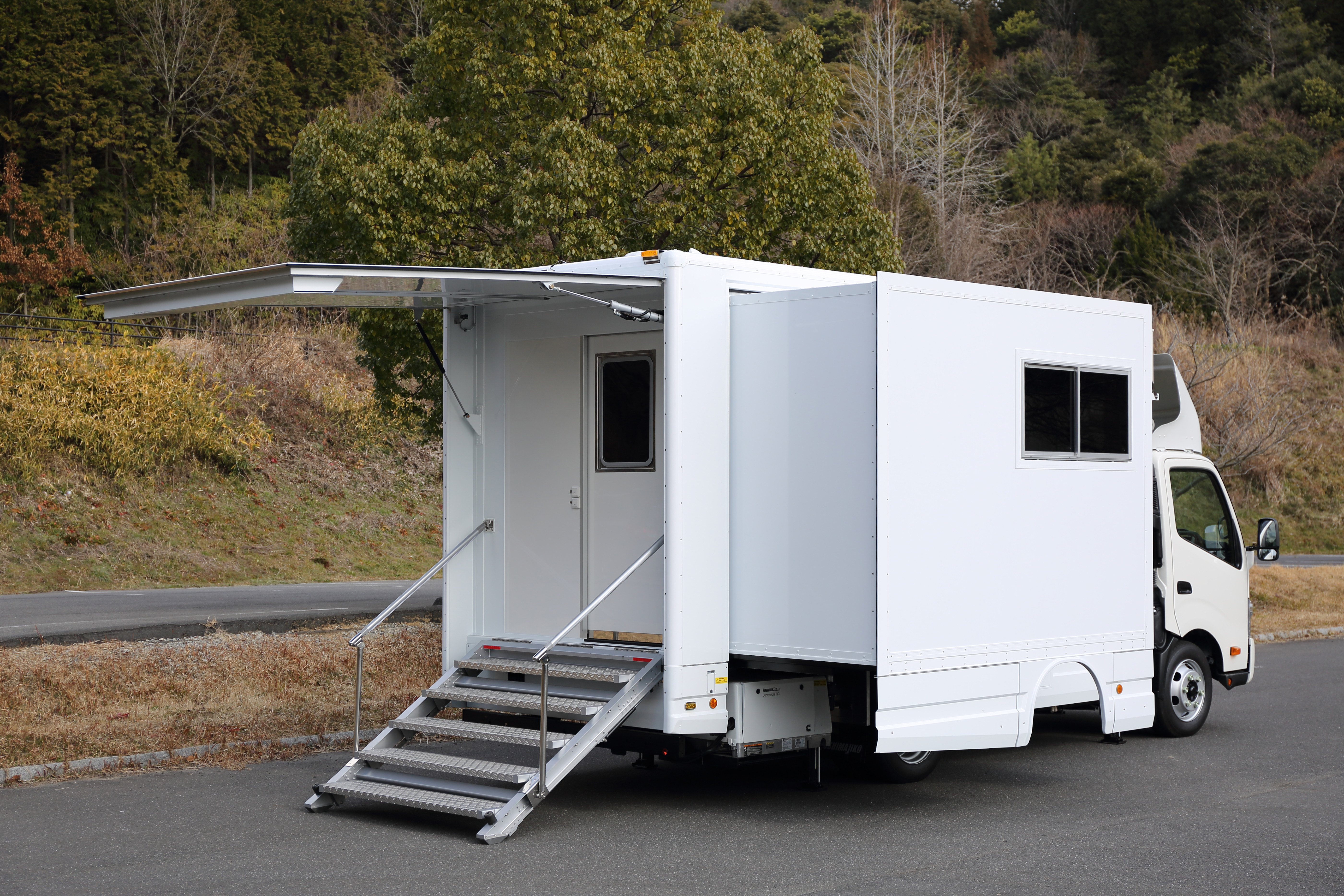
移動金融車

移動金融車（いどうきんゆうしゃ）とは、オリックス自動車が提供する移動店舗車。同社の親会社であるオリックスの登録商標である（第5872451号）。

## 概要
2011年の東日本大震災で店舗を被災した東北銀行からの依頼が契機となって開発が始まり、震災から5ヶ月後の2011年8月に販売が開始された。
荷台に有人対応用の窓口設備（カウンター、端末等）を備え付けたトラック車両で、現金自動預け払い機(ATM)の設置も可能になっている。標準となるタイプを設定の上、金融機関の要望に応じた設備を追加対応可能な仕様とすることで、納期とコストの低減を実現したとしている。
2016年の報道では、災害時の利用のほかに、法人顧客の事業所への出張店舗としても使用されている。

## 役割
- 高齢化、人口減少に伴う来店者数減少を背景とした導入
- 不採算店舗の統廃合による空白地のエリアカバー
- 過疎地域における住民への金融サービスの維持を目的とする導入
- 大規模災害時の復旧支援、BCPへの対応
- 地域密着型金融及び、ベンチマーク方式への対応
- 自治体との連携

## 導入に向けての課題
車輛の製造にとどまらず、移動金融車導入には、大きく3つの課題が存在する。
1. システム
2. 運用
3. セキュリティー

## 活用例
- 店舗統廃合による空白エリアカバー
- 大型ショッピングセンターなどに出店
- 新規出店の為のマーケティング
- 老朽化店舗改修時の仮店舗
- 住宅展示場でのローン相談カー
- 職域への戦略的な活用